# Cragia quadrinotata
Cragia quadrinotata (лат.) — моль, относящаяся к роду Cragia, семейство Эребиды. Была описана английским энтомологом Френсисом Уокером в 1864 году. Была найдена в Кении, Руанде, ЮАР и Уганде. Имеет окрас крыльев от жёлтого до оранжевого, встречаются коричневые или чёрные пятна.